# Alejandra Onieva
Alejandra Onieva (Madrid, 1º giugno 1992) è un'attrice e modella spagnola, nota per aver interpretato il ruolo di Soledad Castro Montenegro nella soap Il segreto (El secreto de Puente Viejo), per quello di Anne Otxoa Aguirre nella serie Presunto culpable e per quello di Carolina Villanueva nella serie Alto mare (Alta mar).

## Biografia
Alejandra Onieva Molas è nata il 1º giugno 1992 a Madrid (Spagna), da padre Iñigo Onieva, ha un fratello maggiore che si chiama Iñigo e un fratello minore che si chiama Jaime e ha un fratellastro che si chiama Guille, nato dopo il divorzio dei suoi genitori, dal nuovo matrimonio del padre.

## Carriera
Alejandra Onieva ha studiato presso le scuole di interpretazione come la Escuela Juan Codina di Madrid e anche presso la Escuela Working Progress.
Ha seguito un corso con il celebre attore inglese Will Keen e ha studiato alla Sala Cuarta Pared e alla Estudio Interactivo. Si è esibita in teatro, in due spettacoli diretti da Darío Facal, El burlador de Sevilla e in El sueno de una noche de verano. Più tardi si iscrive all'università, presso la facoltà di pubblicità, pubbliche relazioni e della moda, ma abbandona presto gli studi per dedicarsi ai suoi progetti lavorativi come attrice. Inoltre, è stata scelta per interpretare uno dei ruoli principali nella soap opera di Antena 3 Il segreto (El secreto de Puente Viejo) dove ha interpretato il ruolo di Soledad Castro Montenegro dal 2011 al 2014.
Nel 2014 ha interpretato il ruolo di Mamen nel film Por un puñado de besos diretto da David Menkes. Nello stesso anno ha interpretato il ruolo di Girl nel cortometraggio Capitán Mandarina: Eléctrico diretto da Javier Kiran. Nel 2015, ha interpretato il ruolo di Gladys nel film Novatos diretto da Pablo Aragüés.
Nel 2017 ha recitato il ruolo di Ágata Farina nella seconda stagione della serie italiana di Rai 1 Sotto copertura, intitolata Sotto copertura - La cattura Zagaria. Nello stesso anno interpreta il ruolo di Ana de Austria nella serie in onda su La 1 Reinas. Sempre nel 2017 è apparsa in un episodio della serie Dalia delle fate (Dalia de las Hadas).
Nel 2017 ha fatto parte del cast della serie di Telecinco Ella es tu padre insieme agli attori Carlos Santos, María Castro e Rubén Cortada. La serie è andata in onda il 4 settembre 2017 con una buona accettazione, anche se stava diminuendo fino a quando non ha smesso di essere trasmessa all'istante, a causa dei bassi dati sul pubblico, dopo la trasmissione del settimo episodio il 17 ottobre dello stesso anno, fino a nuovo avviso. Nel luglio 2018 è stato annunciato che la serie sarebbe andata in onda su FDF per presentare in anteprima gli episodi rimanenti.
Nel settembre 2018 ha recitato nella serie Presunto culpable insieme a Miguel Ángel Muñoz, trasmessa su Antena 3, dove ha interpretato il ruolo di Anne Otxoa, una ragazza scomparsa.
Nel maggio 2019 ha presentato in anteprima la prima stagione della serie Alto mare (Alta mar), dove ha recitato come protagonista con il ruolo di Carolina Villanueva, insieme ad attori come Ivana Baquero e Jon Kortajarena, distribuita su Netflix. È rimasta protagonista fino alle due stagioni successive, uscite nel novembre 2019 e nell'agosto 2020. Nel 2020 ha recitato nel cortometraggio La cinta diretto da Alberto Ruiz Rojo. L'anno successivo, nel 2021, ha firmato un contratto con l'agenzia di moda VIEW Management. Nel 2022 ha interpretato il ruolo di Bárbara nel film Historias para no contar diretto da Cesc Gay. Nello stesso anno ha recitato nel cortometraggio Yo, al volante diretto da César Ríos. Nel 2023 ha preso parte al cast della serie Las Pelotaris.

### Lingue
Alejandra Onieva oltre allo spagnolo, parla fluentemente l'italiano e l'inglese.

## Filmografia

### Cinema
- Por un puñado de besos, regia di David Menkes (2014)
- Novatos, regia di Pablo Aragüés (2015)
- Historias para no contar, regia di Cesc Gay (2022)

### Televisione
- Il segreto (El secreto de Puente Viejo) – soap opera, 715 episodi (2011-2014) – Soledad Castro Montenegro
- Sotto copertura - La cattura Zagaria – serie TV, 8 episodi (2017) – Ágata Farina
- Reinas-The Virgin & the martyr – serie TV, 2 episodi (2017) – Ana de Austria
- Dalia delle fate (Dalia de las Hadas) – serie TV, 1 episodio (2017)
- Ella es tu padre – serie TV, 13 episodi (2017-2018) – Cloe
- Presunto culpable – serie TV, 13 episodi (2018) – Anne Otxoa Aguirre
- Alto mare (Alta mar) – serie TV, 22 episodi (2019-2020) – Carolina Villanueva
- Las Pelotaris – serie TV, 8 episodi (2023)
- Costiera – serie TV (2024)

### Cortometraggi
- Capitán Mandarina: Eléctrico, regia di Javier Kiran (2014)
- La cinta, regia di Alberto Ruiz Rojo (2020)
- Yo, al volante, regia di César Ríos (2022)

## Teatro
- El burlador de Sevilla, diretto da Darío Facal (2015)
- El sueño de una noche de verano, diretto da Darío Facal (2016)

## Doppiatrici italiane
Nelle versioni in italiano dei suoi film e delle sue serie TV, Alejandra Onieva è stata doppiata da:
- Emanuela Damasio[47] ne Il segreto[48]
- Eleonora Reti[49] in Alto mare[50]